# Елань (приток Дона)
Елань — река, левый приток Дона, протекает по территории Шолоховского района Ростовской области и Кумылженского района Волгоградской области в России. Длина реки — 41 км, площадь водосборного бассейна — 707 км².

## Описание
Елань начинается между хуторами Шакин и Краснополов. Генеральным направлением течения верхней половины реки является юго-запад, нижней — юго-восток. Между хуторами Еланский и Тюковной впадает в Дон на высоте 50 м над уровнем моря.

## Данные водного реестра
По данным государственного водного реестра России относится к Донскому бассейновому округу, водохозяйственный участок реки — Дон от города Павловск и до устья реки Хопёр, без реки Подгорная, речной подбассейн реки — бассейны притоков Дона до впадения Хопра. Речной бассейн реки — Дон (российская часть бассейна).
Код объекта в государственном водном реестре — 05010101212107000005147.